# ميشلين خان
ميشلين خان (بالفرنسية: Micheline Kahn)‏ هي عازفة قيثار ‏ فرنسية، ولدت في 3 أغسطس 1889 في باريس في فرنسا، وتوفي بنفس المكان في 12 مارس 1987.

## وصلات خارجية
- ميشلين خان على موقع ميوزك برينز (الإنجليزية)